# Impatiens kojeensis
Impatiens kojeensis är en balsaminväxtart som beskrevs av Yong No Lee. Impatiens kojeensis ingår i släktet balsaminer, och familjen balsaminväxter. Inga underarter finns listade i Catalogue of Life.